# العشر (القفر)

تعديل مصدري - تعديل

العشر هي إحدى قرى عزلة بني مسلم بمديرية القفر التابعة لمحافظة إب، بلغ تعداد سكانها 314 نسمة حسب تعداد اليمن لعام 2004.